# Hohenahr
Hohenahr ist eine Gemeinde im mittelhessischen Lahn-Dill-Kreis.

## Geografie

### Geografische Lage
Hohenahr liegt im Gladenbacher Bergland auf einer Höhe zwischen 260 und 442 Metern über dem Meeresspiegel. Mit den Ortsteilen Ahrdt und Mudersbach grenzt die Gemeinde an den Aartalsee.
|                  | Bischoffen 6,5 km                           |                  |
| Mittenaar 9,7 km | Kompassrose, die auf Nachbargemeinden zeigt | Biebertal 6,4 km |
| Aßlar 9,9 km     | Wetzlar 12,1 km                             |                  |

### Nachbargemeinden
Hohenahr grenzt im Norden an die Gemeinde Bischoffen (Lahn-Dill-Kreis), im Osten an die Gemeinde Biebertal (Landkreis Gießen), im Süden an die Stadt Wetzlar, im Südwesten an die Stadt Aßlar sowie im Westen an die Gemeinde Mittenaar (alle im Lahn-Dill-Kreis).

### Gliederung
Zur Gemeinde gehören die sechs Ortsteile Hohensolms, Altenkirchen, Erda (Sitz der Gemeindeverwaltung), Großaltenstädten, Ahrdt und Mudersbach.

## Geschichte
Der Ortsteil Erda wurde bereits im Jahre 771 erstmals urkundlich erwähnt, es ist jedoch zu vermuten, dass der Ortsteil Altenkirchen aufgrund seiner früheren Bedeutung als kirchlicher Mittelpunkt ähnlich alt sein dürfte. Im 14. Jahrhundert erbauten die Grafen von Solms die Burg Hohensolms.
Die Gemeinde Hohenahr entstand am 1. April 1972 im Zuge der Gebietsreform in Hessen durch freiwilligen Zusammenschluss der Gemeinden Erda, Hohensolms und Ahrdt. Am 1. Juli 1972 wurde Großaltenstädten ebenfalls auf freiwilliger Basis nach Hohenahr eingegliedert. Am 1. Januar 1977 folgte die Eingliederung der Gemeinden Altenkirchen und Mudersbach kraft Landesgesetz. Für alle ehemals eigenständigen Gemeinden wurden Ortsbezirke mit Ortsbeirat und Gemeindevorsteher errichtet. Sitz der Gemeindeverwaltung wurde der Ortsteil Erda.

## Politik

### Gemeindevertretung
Die Kommunalwahl am 14. März 2021 lieferte folgendes Ergebnis, in Vergleich gesetzt zu früheren Kommunalwahlen:
| Sitzverteilung in der Gemeindevertretung 2021Insgesamt 19 Sitze - SPD: 9 - Grüne: 3 - CDU: 7 | Parteien und Wählergemeinschaften | Parteien und Wählergemeinschaften           | 2021  | 2021  | 2016  | 2016  | 2011  | 2011  | 2006  | 2006  | 2001  | 2001  |
| Sitzverteilung in der Gemeindevertretung 2021Insgesamt 19 Sitze - SPD: 9 - Grüne: 3 - CDU: 7 | Parteien und Wählergemeinschaften | Parteien und Wählergemeinschaften           | %     | Sitze | %     | Sitze | %     | Sitze | %     | Sitze | %     | Sitze |
| Sitzverteilung in der Gemeindevertretung 2021Insgesamt 19 Sitze - SPD: 9 - Grüne: 3 - CDU: 7 | SPD                               | Sozialdemokratische Partei Deutschlands     | 46,0  | 9     | 47,7  | 9     | 45,7  | 11    | 48,0  | 11    | 49,5  | 11    |
| Sitzverteilung in der Gemeindevertretung 2021Insgesamt 19 Sitze - SPD: 9 - Grüne: 3 - CDU: 7 | CDU                               | Christlich Demokratische Union Deutschlands | 37,2  | 7     | 38,8  | 7     | 34,9  | 8     | 41,6  | 10    | 32,7  | 8     |
| Sitzverteilung in der Gemeindevertretung 2021Insgesamt 19 Sitze - SPD: 9 - Grüne: 3 - CDU: 7 | Grüne                             | Bündnis 90/Die Grünen                       | 16,8  | 3     | 13,5  | 3     | 19,4  | 4     | 10,3  | 2     | 7,4   | 2     |
| Sitzverteilung in der Gemeindevertretung 2021Insgesamt 19 Sitze - SPD: 9 - Grüne: 3 - CDU: 7 | FWG                               | Freie Wählergemeinschaft Hohenahr           | —     | —     | —     | —     | —     | —     | —     | —     | 10,4  | 2     |
| Sitzverteilung in der Gemeindevertretung 2021Insgesamt 19 Sitze - SPD: 9 - Grüne: 3 - CDU: 7 | Gesamt                            | Gesamt                                      | 100,0 | 19    | 100,0 | 19    | 100,0 | 23    | 100,0 | 23    | 100,0 | 23    |
| Sitzverteilung in der Gemeindevertretung 2021Insgesamt 19 Sitze - SPD: 9 - Grüne: 3 - CDU: 7 | Wahlbeteiligung in %              | Wahlbeteiligung in %                        | 52,5  | 52,5  | 51,4  | 51,4  | 45,4  | 45,4  | 44,3  | 44,3  | 52,7  | 52,7  |

### Bürgermeister
Nach der hessischen Kommunalverfassung wird der Bürgermeister für eine sechsjährige Amtszeit gewählt, seit dem Jahr 1993 in einer Direktwahl, und ist Vorsitzender des Gemeindevorstands, dem in der Gemeinde Hohenahr neben dem Bürgermeister ehrenamtlich ein Erster Beigeordneter und sechs weitere Beigeordnete angehören. Bürgermeister ist seit dem 1. Juli 2022 der parteiunabhängige Markus Ebertz. Er wurde als Nachfolger von Armin Frink, der nach drei Amtszeiten nicht mehr kandidiert hatte, am 13. März 2022 im ersten Wahlgang bei  53,67 Prozent Wahlbeteiligung mit 73,91 Prozent der Stimmen gewählt.
Amtszeiten der Bürgermeister
- 2022–2028 Markus Ebertz[12]
- 2004–2022 Armin Frink
- 1986–2004 Wilhelm Netz (SPD)
- 1972–1986 Karl Kauß

### Wappen und Flagge
Wappen

Blasonierung: „In Gold einen blauen Eichenast mit 6 Blättern und 3 roten Eicheln, wachsend aus einer verkürzten und eingebogenen roten, mit einem goldenen Löwenkopf belegten Spitze.“
Das Wappen wurde der Gemeinde am 7. Januar 1988 vom Hessischen Innenminister genehmigt. Gestaltet wurde es von dem Bad Nauheimer Heraldiker Heinz Ritt.
Es basiert auf dem Wappen des Ortsteils Erda. Dabei wurde der Erdaer Kirchturm durch den Löwenkopf aus dem Wappen der Herren von Solms ersetzt. Die Eiche ist ein Symbol für die Region, die sechs Eichenblätter stehen jetzt für die sechs Ortsteile von Hohenahr. 
 Flagge 
Die Flagge wurde der Gemeinde am 23. März 1988 von Hessischen Innenminister genehmigt und wird wie folgt beschrieben:
„Die Flagge der Gemeinde Hohenahr zeigt auf der vom Blau und Gelb längsgeteilten Flaggenbahn in der oberen Hälfte das aufgelegte Gemeindewappen.“ 

## Sehenswürdigkeiten

### Kulturdenkmäler in Hohenahr
siehe Liste der Kulturdenkmäler in Hohenahr

### Naturdenkmäler in Hohenahr
siehe Liste der Naturdenkmäler in Hohenahr

## Wirtschaft und Infrastruktur

### Energie
Auf dem Gelände des ehemaligen NATO-Tanklagers Erda wurde 2011 ein Solarpark errichtet, der im Dezember des Jahres seinen Betrieb aufnahm. Der Solarpark umfasst eine Fläche von 16,2 ha und besteht aus 17.040 Modulen mit einer Gesamtnennleistung von 3,91 MW. Weiterhin entstand zwischen 2012 und 2013 nahe dem Altenberg bei Hohensolms ein Windpark, bestehend aus sieben 198,5 Metern hohen Windkraftanlagen des Typs Nordex N117/2400. Diese sollen pro Jahr ca. 44 Millionen kWh Strom erzeugen, was dem Verbrauch von rund 12.500 Haushalten entspricht.

### Bildung
Im Ortsteil Erda befindet sich die Dünsbergschule, eine Grundschule für die Klassen 1–4.